# Francisco Xavier da Cunha
Francisco Xavier da Cunha (Porto Alegre, 1º de janeiro de 1835 — Rio de Janeiro, 13 de dezembro de 1913) foi um militar, político, jornalista e diplomata brasileiro.
Filho do Brigadeiro Francisco Xavier da Cunha, que morreu em combate com os farroupilhas quando tinha 4 anos, e irmão de Félix da Cunha, teve por padrinho de crisma Dom Pedro II quando este veio ao Rio Grande do Sul, em 1845, ao terminar a Revolução Farroupilha. Sentou praça no ano seguinte, aos 10 anos, no 2.° regimento. Em 1855, alferes, abandonou a carreira militar e ingressou na política.
Comprou o jornal Mercantil, onde publicava junto com o irmão, até a morte deste em 1865. No mesmo ano foi nomeado inspetor geral das colônias, cargo no qual ficou pouco tempo, tendo reingressado na carreira militar para servir na Guerra contra Aguirre e depois na Guerra do Paraguai.
Terminada a guerra, mudou-se para Montevidéu, retornando a Porto Alegre em 1870, e com uma série de artigos chamada O nosso atraso começou a lutar pela república no jornal A Reforma. Depois passou ao Jornal do Commercio.
Mais tarde foi fundador do jornal A Democracia, auto-declarado "órgão do partido republicano”, que circulou em Porto Alegre por cinco meses em 1872 e de novembro de 1874 a maio de 1875. Eleito deputado em 1877 pelo Partido Liberal. Integrou a Sociedade Partenon Literário.
Após a Proclamação da República, ingressou na carreira diplomática, em 1890, sendo ministro plenipotenciário do Brasil na Itália, Espanha, Bélgica e Uruguai.